# Каландаров, Анвар
Анвар Каландаров (1920 — 1990) — советский хозяйственный, государственный и политический деятель.

## Биография
Родился в 1920 году в кишлаке Мирганг. Член КПСС с 1942 года.
С 1937 года — на хозяйственной, общественной и политической работе. В 1937—1983 гг. — бухгалтер колхоза «Мопр» Октябрьского района Сталинабадской области, участник Великой Отечественной войны, инструктор, секретарь Курган-Тюбинского райкома КП Таджикистана, заместитель министра сельского хозяйства Таджикской ССР, завотделом культуры Гармского облисполкома, председатель колхоза имени Ленина Кумсангирского района Таджикской ССР, председатель треста совхозов Министерства сельского хозяйства Таджикской ССР.
Избирался депутатом Верховного Совета СССР 6-го созыва. Делегат XXII съезда КПСС. Один из трёх граждан СССР, получивших 5 орденов «Знак Почёта». Все трое — уроженцы Таджикской ССР.
Из других наград — орден Отечественной войны (1985). 
Умер в Душанбе в 1990 году.